# Holzbach (Wied, Winkelbach)
Der Holzbach ist ein 2,6 km langer, südlicher und orographisch linker Nebenfluss der Wied bei Winkelbach im rheinland-pfälzischen Westerwaldkreis.

## Verlauf
Der Holzbach entspringt im mittleren Westerwald. Seine Quelle liegt im Höchstenbacher Wald etwa 1,2 km südlich von Höchstenbach auf einer Höhe von 344 m ü. NHN. Er fließt zwischen Welkenbach im Westen und Höchstenbach im Osten hindurch – vorrangig in nördliche Richtungen. Schließlich mündet der Bach östlich von Winkelbach auf 269 m Höhe in den dort von Südosten heran fließenden Rhein-Zufluss Wied.

## Sohlgefälle und Einzugsgebiet
Auf seinem 2,6 km langen Weg überwindet der Holzbach einen Höhenunterschied von etwa 75 m, was einem mittleren Sohlgefälle von 28,8 ‰ entspricht. Dabei entwässert er ein 4,123 km² großes Einzugsgebiet durch die Wied und den Rhein zur Nordsee.